# Drätselkommission
Drätselkommission var en myndighet i Stockholms stad som fram till och med 1862 hade hand om stadens finanser -  eller drätsel. Den bestod av överståthållaren och nio andra ledamöter och den ersattes i och med kommunreformen 1863 av en drätselnämnd.